# Fiesta Trienal de Artes de Sorocaba
La Fresta Trienal de Artes de Sorocaba es una exhibición de arte contemporáneo que se celebra cada tres años en el Sesc de la ciudad de Sorocaba, en el estado de São Paulo, Brasil. 
Exhibe a artistas de diferentes latitudes profundamente comprometidos con las posibilidades de transformación social y debate público del arte, basándose especialmente en  trabajos y experiencias situadas políticamente, que planteen una genealogía propia de los países en vías de desarrollo. Ha creado nuevas líneas de interpretación histórica, al reconstruir nuevas afinidades: rechazando por ejemplo la teoría que propone como primer museo al Ashmolean y abrazando la que indica al museo Ennigaldi-Nanna en Irak; O contraponiendo las diferencias tácticas entre la universidad de Bolonia y la universidad Qarawiyyin de Fatima Al-Fihri; generando nuevos vínculos con figuras del pasado, de vital importancia para las narrativas latinoamericanas de resistencia y conflicto, como la guerrera anticolonial Yaa Asantewaa. Generando así intercambios, entre diferentes momentos históricos y el presente, a través de proyectos y experiencias que sirvan para generar un pensamiento crítco sobre los eventos sociales de la actualidad.
Todas las ediciones de la Trienal parten del concepto que da su nombre a la localidad de Sorocaba -que significa tierra rasgada en tupí-guaraní- o fresta, que significa rendija en portugués. Es a través de esta idea de tierra rasgada que se estructuran sus actividades, como un antes y un después en el trazado de una ciudad, una incisión que marca el espacio simbólico y lo desplaza para transformarlo en un herramienta de resistencia.
La exposición cuya sede central es el Sesc Sorocaba, también incluye conversaciones, instalaciones y proyectos en varias partes de la ciudad, ampliando su alcance comunitario a otras áreas.

## La Trienal de 2008
La primera edición de la Trienal de Sorocaba, fue organizada por el Sesc Sorocaba en agosto del 2008. La exhibición estaba enfocada en las geopolíticas del sur, cuestionando la insistencia contemporánea en el sur global, y las posiciones propulsadas para mantener una posición subalterna eterna con respecto a otros contextos. Sur? Sul? South? implicó revisar los conceptos tanto de latitudes como los procesos de exotización de la precariedad y el  encasillamiento que las regiones desarrolladas utilizan para lidiar con la producciones de los estados en vías de desarrollo. Presentó un total de 35 artistas cuyos trabajos formaban en conjunto una posición anti-institucional, promoviendo efectos de resonancia entre dinámicas, historias, experiencias y estructuras que son también significativamente heterogéneas.

## La Trienal de 2011
Esta edición fue la primera en incorporar un equipo curatorial, conformado por todos los artistas, activistas y curadores invitados a participar, en un intento de dislocación de roles y trabajo en colaboración. La Trienal de 2011 se llamó Contra el capitalismo, disidencias y salvajismos y propulsó investigaciones sobre modelos independientes y autosugestionados de organización sustentable. Asimismo, funcionó como un archivo de diferentes manifestaciones y protestas organizadas por activistas en torno a eventos globales corporativos, desde el levantamiento Zapatista del 1 de enero de 1994, las protestas antiglobalización en Praga, la contracumbre de Génova, los disturbios contra el OMC en Hong Kong, etc. Estas intersecciones funcionaron como puntos de cohesión para tratar de entender, organizar y articular expresiones en torno a las percepciones en el contexto del neoliberalismo.

## La Trienal de 2014

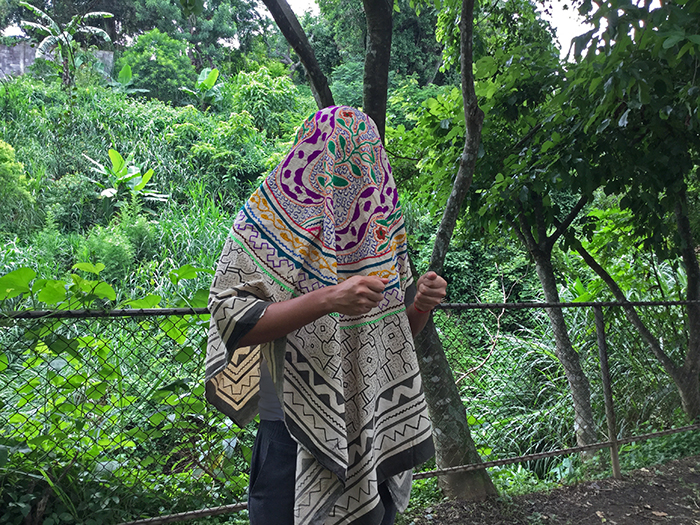
Notas sobre la historia robada, por la artista Leugim Zepol, para la tercera Trienal de Sorocaba

La tercera edición de la Trienal se caracterizó por formular preguntas sobre la relación entre el feminismo y el arte contemporáneo, y las maneras en las que los lugares de privilegio y poder son abiertamente masculinos. Una Trienal con únicamente artistas mujeres (cisgénero y trans). Funcionó entre agosto y diciembre de 2014, abriendo conversaciones públicas, talleres y asesoría legal en casos de violencia y exclusión. Esta Trienal estuvo organizada en tres secciones: pasado, que revisaba la historia del feminismo desde sus comienzos; presente que daba visibilidad a un mapeo de las alianzas y las luchas vigentes; futuro que consideraba un compromiso de diferentes sectores -sobre todo culturales- museos, galerías, bienales, etc. para reflexionar y reparar la exclusión histórica sufrida por los cuerpos femeninos.

## La Trienal de 2017
La presente edición Manos arriba, no disparen trata desde la violencia institucional y los procesos de construcción raciales, hasta los ensayos para producir un vínculo que permita reconstruir sobre el tejido social resquebrajado una confianza capaz de sostener, difundir y constituir directamente un contraespacio público. Ha inaugurarse los primeros días de agosto, el concepto de la Trienal gira en torno a situaciones que generen una respuesta contra un mundo que empuja a la aniquilación, a la deuda, al endurecimiento de fronteras, al racismo y a la violencia estructural de la sociedad patriarcal, blanca y heteronormativa. Una respuesta que ayude a vivir después de la pérdida, que pueda reactivar la memoria y funcionar como refugio, originando nuevas estrategias identitarias.